# Santa Catalina (La Victoria)
Santa Catalina es el nombre de una urbanización perteneciente al distrito de La Victoria, en la ciudad de Lima, capital del Perú. Es una zona habitada por familias de nivel socioeconómico medio alto, convirtiéndola en la zona mejor consolidada del distrito, donde es el epicentro de construcción para muchas empresas inmobiliarias. Asimismo, es donde se encuentran los edificios de vivienda más altos de Lima. Siendo por el momento, los edificios Met, Tempo y AudaCity, que cuentan con 37 pisos. Santa Catalina es considerada como la zona más segura y con mejor aspecto del distrito.

## Geografía y límites de la urbanización
La urbanización está ubicada en la zona sur del distrito de La Victoria. Limita al norte, con las urbanizaciones de Balconcillo, Monte Carmelo, Santo Domingo, La Pólvora y Túpac Amaru. Luego, colinda al noreste, con el distrito de San Luis, mediante la avenida Aviación. Seguidamente, limita al este, con el distrito de San Borja, a través de las avenidas Canadá y Luis Aldana. Posteriormente, colinda al sur, con el distrito de San Isidro, por medio de la avenida Javier Prado Este. Y finalmente, limita al oeste, con el distrito de Lince, a través de la avenida Paseo de la República. 
| Noroeste: Distrito de Lince                          | Norte: Urb. Balconcillo / Urb. Monte Carmelo / Urb. Santo Domingo / Urb. La Pólvora / Urb. Túpac Amaru | Nordeste: Distrito de San Luis  |
| Oeste: Distrito de Lince                             | | Este: Distrito de San Borja     |
| Suroeste: Distrito de Lince / Distrito de San Isidro | Sur: Distrito de San Isidro                                                                            | Sureste: Distrito de San Isidro |

## Historia
En sus inicios, Santa Catalina fue en su mayoría campos de maíz, y junto a la zona de Balconcillo, pertenecía al distrito de Miraflores. En 1906, luego de que estas dos zonas se fundasen como urbanización, fueron anexadas al distrito de Lima. Sin embargo, en 1920, al crearse el distrito de La Victoria, ambas urbanizaciones se terminaron anexando a este nuevo distrito. Durante todo el siglo XX, en Santa Catalina albergaban casas de nivel socioeconómico medio alto, que se sigue manteniendo hasta el día de hoy.
Tiempo después, en el año 2000, se planteó en el Congreso de la República, que Santa Catalina se separará del distrito de La Victoria, y junto con las urbanizaciones de Balconcillo, Monte Carmelo, La Pólvora, Túpac Amaru y Apolo, formarán un nuevo distrito. Los límites serían de norte a sur, desde la avenida México hasta la avenida Javier Prado Este. Y de oeste a este, desde la avenida Paseo de la República hasta las avenidas San Luis, Nicolás Arriola, Aviación y Luis Aldana. Sin embargo, el proyecto se archivó tras el proceso de vacancia presidencial contra Alberto Fujimori.
Actualmente, la urbanización tuvo un cambio de zonificación, pasando de casas de dos o tres pisos, a edificios de vivienda de 7 a 37 pisos. Asimismo, se han situado nuevos edificios empresariales. Lo que conllevó, a que se modernice gran parte de la zona, y se asimile a sus distritos aledaños como San Borja y San Isidro.

## Edificios e hitos urbanos importantes

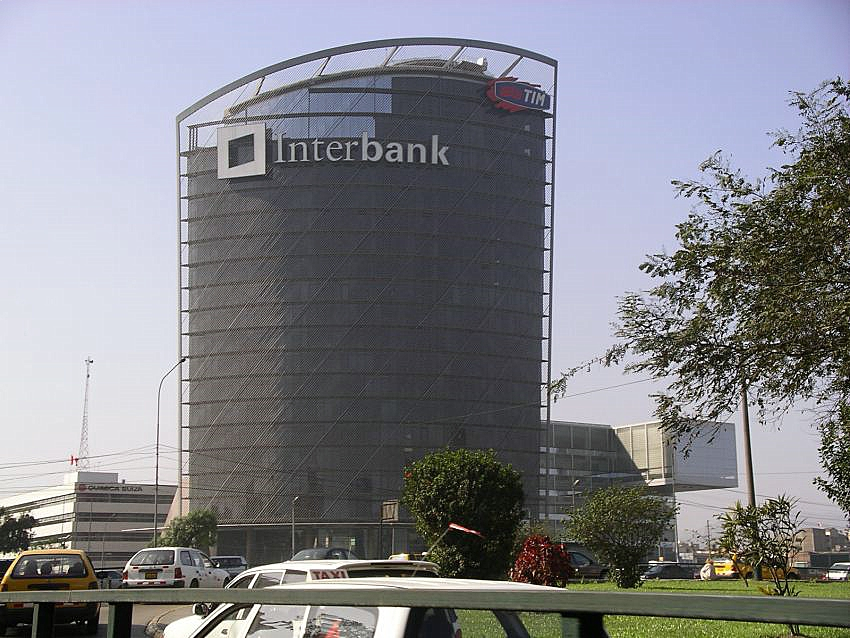
Edificio Interbank, sede del banco Interbank y grupo Intercorp.

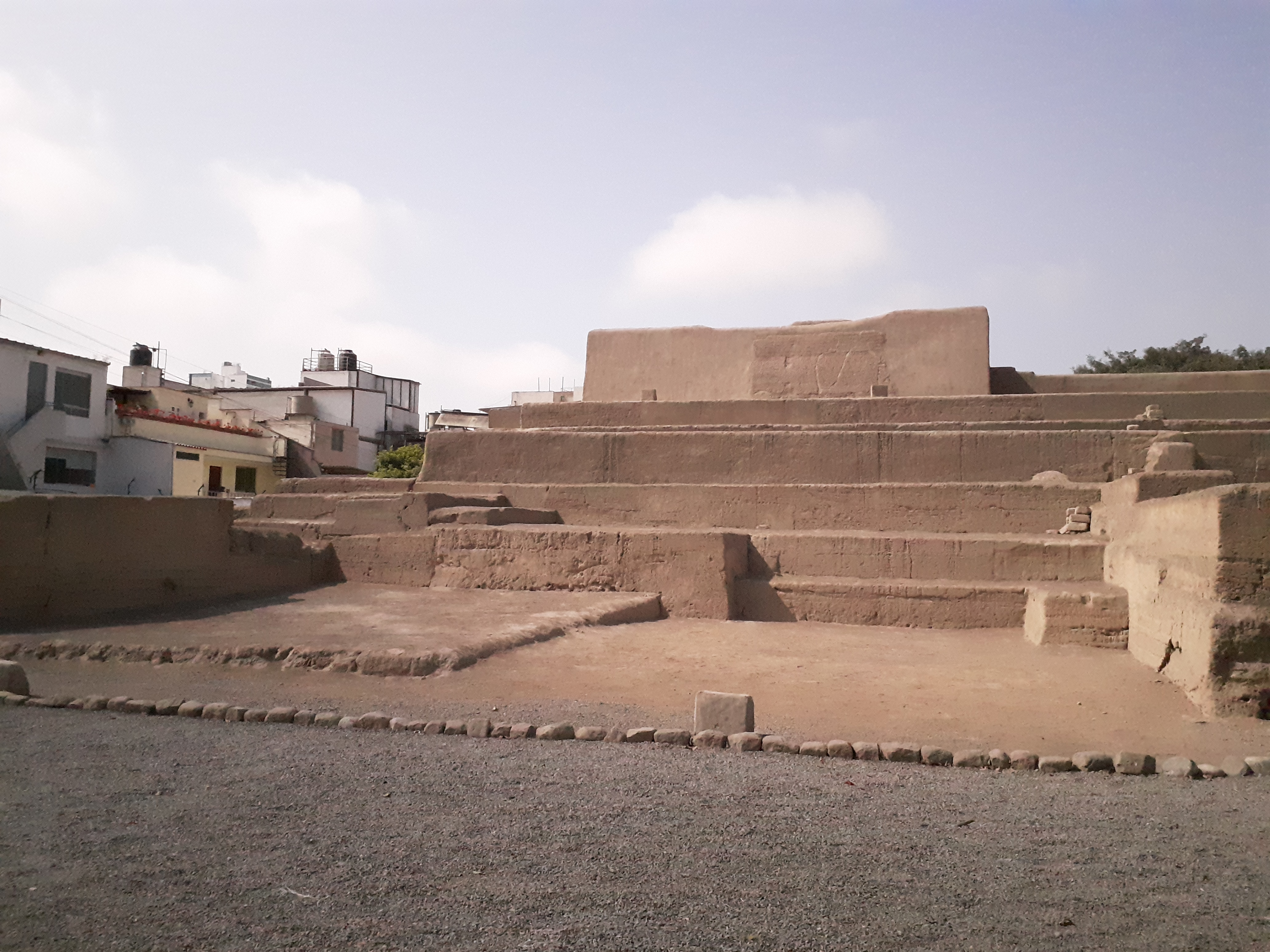
Huaca Santa Catalina.

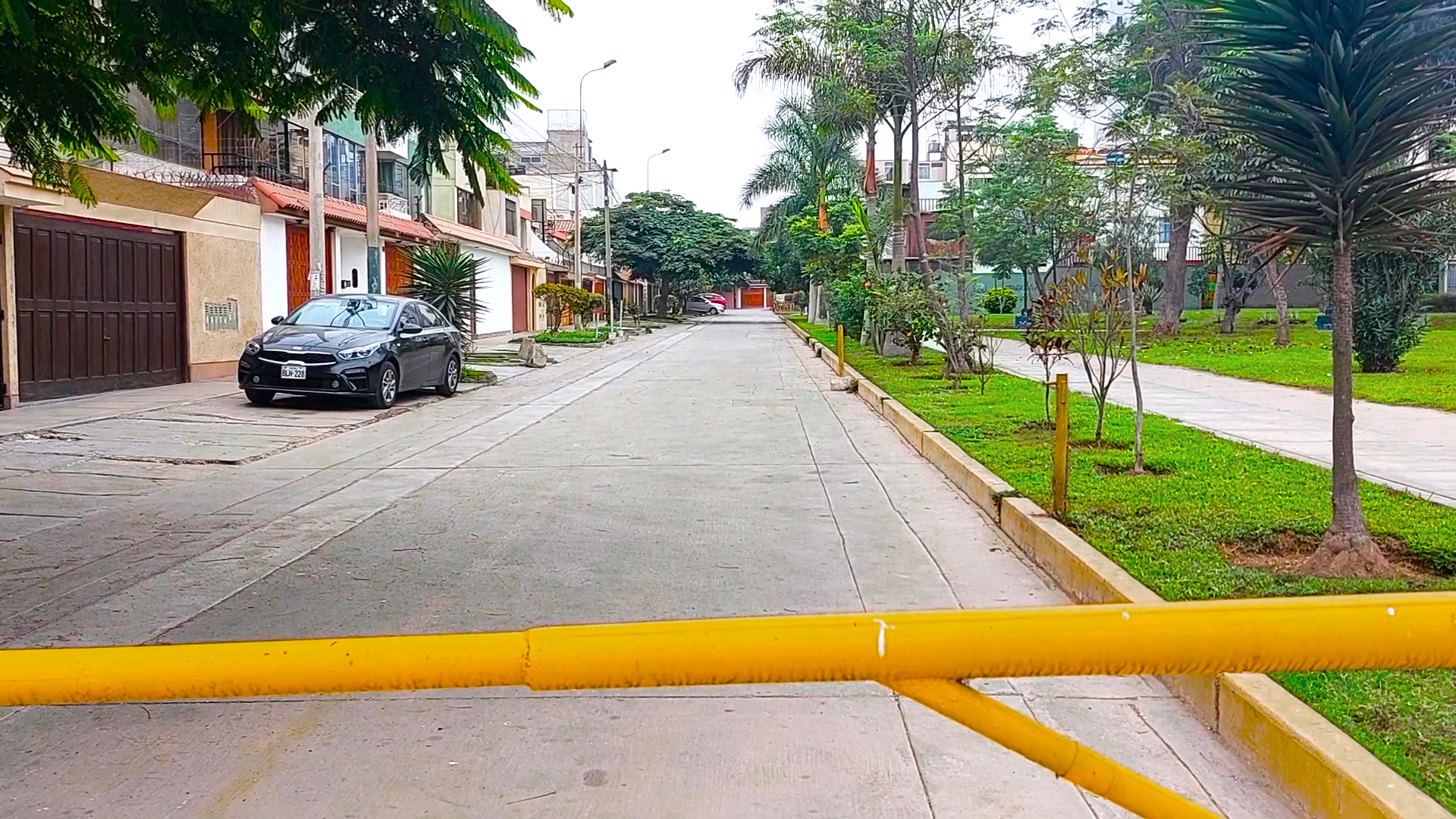
Vista de una de las calles de la urbanización.

La urbanización Santa Catalina concentra seis de las principales arterias de la ciudad de Lima: las avenidas Canadá, Aviación, Nicolás Arriola, José Gálvez Barrenechea, Javier Prado Este y Paseo de la República.  
Asimismo, posee su propio centro comercial llamado Plaza Santa Catalina. Cuenta con diversos restaurantes, un parque de diversión activa Supernova, una tienda outlet Nike, una tienda Vega, un gimnasio Smart Fit, y una cadena de cines Cineplanet, con 6 salas de proyección. 
En su extensión, la urbanización acoge diversas edificaciones importantes, y centros recreativos y culturales, como:
- Edificio Interbank
- Grupo Gloria
- Parroquia San Norberto
- Huaca Santa Catalina
- Metro - Canadá
- Pardos Chicken - Canadá
- Sodimac - Javier Prado

## Autoridades
Santa Catalina, al ser parte del distrito de La Victoria, es administrada por esta municipalidad.
- Alcalde (2023 - 2026): 
  - Rubén Dioscorides Andrés Cano Altez, de Renovación Popular, alcalde de La Victoria.

### Comisarías de Santa Catalina
- Comisaría PNP La Victoria: de oeste a este, vigila desde la avenida Paseo de la República hasta la avenida Nicolás Arriola.
- Comisaría PNP Apolo: de oeste a este, vigila desde la avenida Nicolás Arriola hasta las avenidas Aviación y Luis Aldana.